# Polyalthia elegans
Polyalthia elegans är en kirimojaväxtart som beskrevs av Karl Moritz Schumann och Carl Karl Adolf Georg Lauterbach. Polyalthia elegans ingår i släktet Polyalthia och familjen kirimojaväxter. Inga underarter finns listade i Catalogue of Life.